# Màuser
Màuser originalment la Königlich Württembergische Gewehrfabrik, és el nom amb què es coneix habitualment una empresa alemanya de fabricació d'armes, especialment de fusells tipus forrellat i de pistoles. La seva línia de rifles d'acció de forrellat i pistoles semiautomàtiques es va produir a partir de la dècada de 1870 per a les forces armades alemanyes. A finals del segle XIX i principis del XX, els dissenys de Mauser també van ser exportats i autoritzats a molts països, que els van adoptar com a armes de foc esportives militars i civils. El Mauser 98 en particular va ser àmpliament adoptat i copiat, i és la base de molts dels rifles esportius d'acció de forrellat actuals.

## Història
El rei Frederic I de Württemberg va fundar l'empresa com a Königliche Waffen Schmieden (literalment: Reials Forges d'Armes) el 31 de juliol de 1811. Originalment situada en part a Ludwigsburg i en part a Christophsthal, la fàbrica es va traslladar a l'antic claustre d'Agustí a Oberndorf am Neckar, on Andreas Mauser va treballar com a mestre armer. Dels seus set fills que hi van treballar amb ell, Peter Paul Mauser va mostrar una capacitat excepcional per desenvolupar mètodes d'operació més ràpids i eficients. El seu germà gran Wilhelm va assumir moltes de les funcions del seu pare quan va emmalaltir.
Els dissenys eren inicialment per a l'exèrcit alemany, però s'han exportat i llicenciat a un gran nombre d'estats, des de finals del segle xix i principis del segle xx. També ha esdevingut popular com a arma d'ús civil.
A finals del segle xx, Mauser continuava produint fusells esportius i de caça. A la dècada de 1990 esdevingué subsidiària de la també alemanya Rheinmetall. Mauser Jagdwaffen GmbH fou segregada i continua fabricant fusells, mentre que la subsidiària de Rheinmetall, anomenada Mauser-Werke Oberndorf Waffensysteme GmbH fabricà altres productes armamentístics durant un temps, fins que fou absorbida per Rheinmetall Waffe Munition Gmbh. El nom "Mauser" també s'ha llicenciat en alguns casos a altres empreses.
L'exèrcit alemany fou equipat amb fusells Mauser durant molt de temps. Molts altres exèrcits tingueren també com a arma reglamentària d'infanteria algun fusell Mauser, bé directament en la versió alemanya, bé en un model específic dissenyat a petició pròpia.
La més cèlebre de les pistoles Mauser fou el model Mauser C96 (1896). Alguns models de fusell Mauser famosos foren:
- M 1871
- M 71/84
- M 91
- M 94 i M 95
- M 96 Suec
- M 98
- Kar98[7]

El sistema M 98, adoptat per l'exèrcit alemany el 1898, resultà tan perfeccionat, fiable i segur que fins i tot avui dia es continuen produint fusells amb l'anomenat sistema Mauser 98, amb modificacions menors (angle del mànec del forrellat, materials, etc.). Empreses com Remington, per exemple, produeixen actualment fusells (sèrie 700, etc.) amb aquest sistema.